# Edward Burne-Jones
Edward Coley Burne-Jones, född 28 augusti 1833 i Birmingham, död 17 juni 1898 i London, var en brittisk målare och illustratör som associerades med det prerafaelitiska brödraskapet.

## Biografi
Burne-Jones studerade teologi (ej avslutade) vid Exeter College i Oxford där han mötte William Morris. Han började måla under påverkan av Dante Gabriel Rossetti och förknippas med den andra "romantiska" fasen av prerafaelismen. Under resor i Italien 1859 och 1862 blev han starkt influerad av Sandro Botticelli och Andrea Mantegna. 
Hos Burne-Jones saknas den kraftfullhet och de samhällsideal som utmärkte flera av prerafaeliterna. Hans mystiska romantiska och ohistoriska målningar med litterära motiv, främst tagna från den grekiska mytologin, Geoffrey Chaucer och Thomas Malory, representerade en drömvärld att fly till från 1800-talets industrialisering.
Burne-Jones arbetade i en dämpad färgskala och ett linjärt manér som bidrog till art nouveau. De förlagor till målade glasfönster och textilier, som han gjorde för sin vän William Morris och dennes företag Morrs & Co, utövade ett stort inflytande. Hans romantiska värld med teatraliskt allvarliga personer influerade såväl den brittiska esteticismen som den franska symbolismen.
Han gifte sig 1860 med konstnären Georgiana Burne-Jones (1840–1920) och de fick två barn: Philip (1861–1926) som också blev målare  och Margaret (1866–1953). Burne-Jones hade också en stormig kärleksrelation med den grekisk-brittiska konstnären och modellen Maria Zambaco (1843–1914) under 1860-talet och som avbildades i hans konst även senare, till exempel i The Beguiling of Merlin (1874–1877).

## Galleri

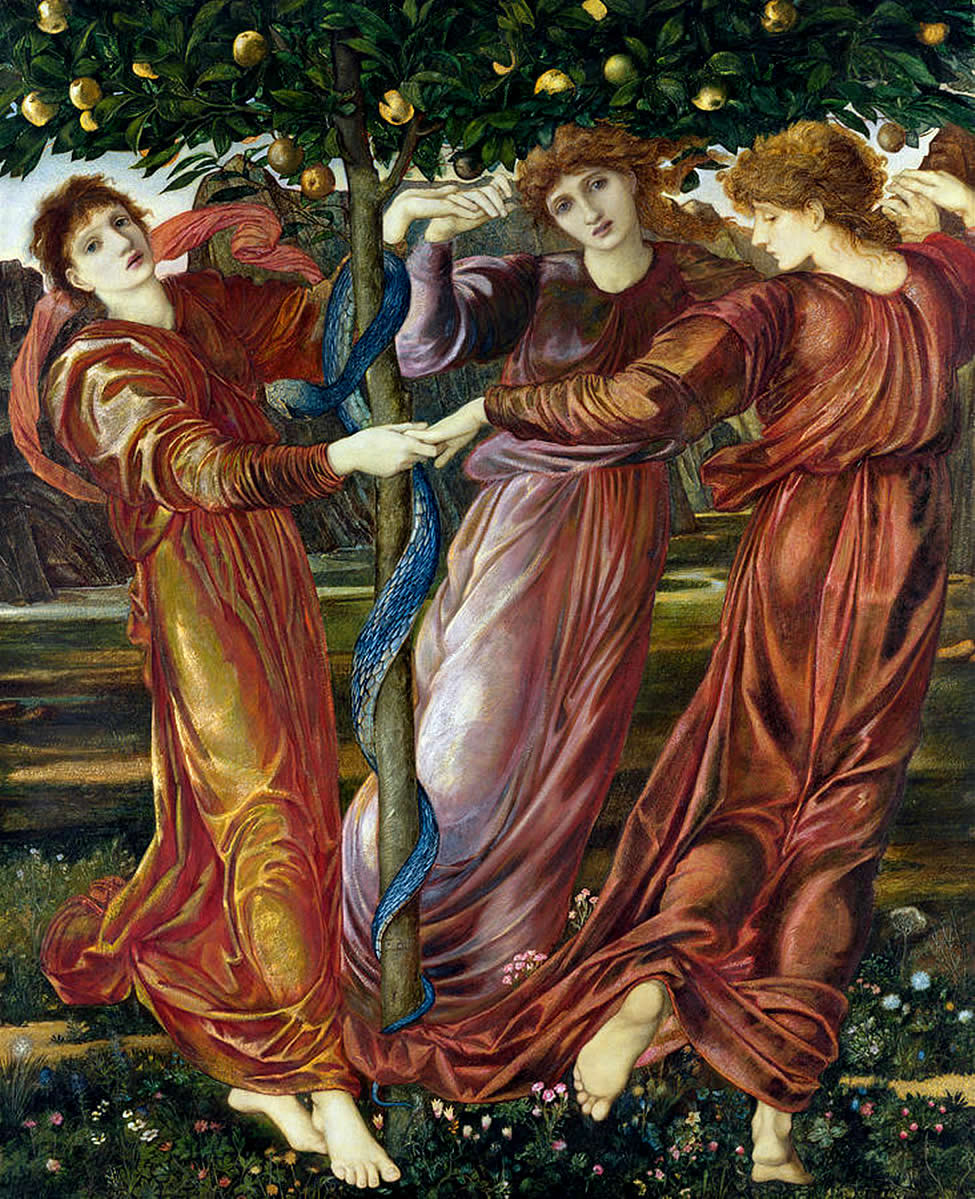
Garden Hesperides (c:a 1869)
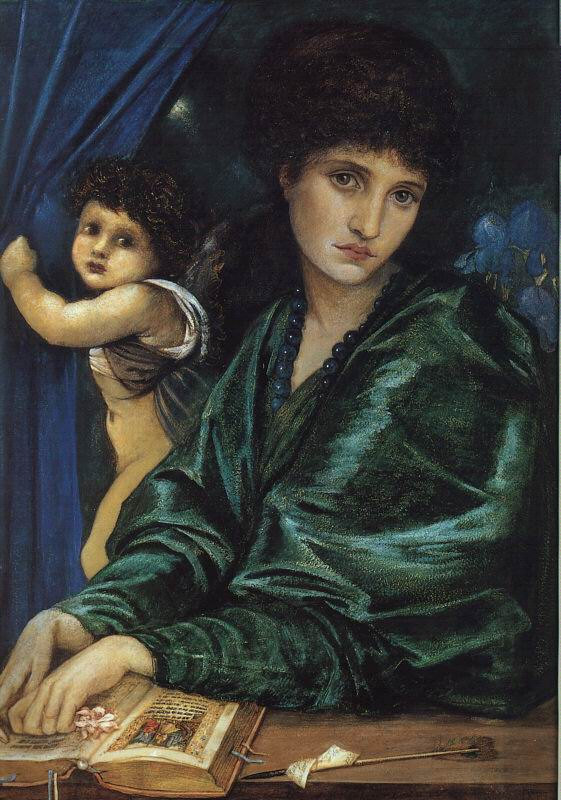
Maria Zambaco (1870)
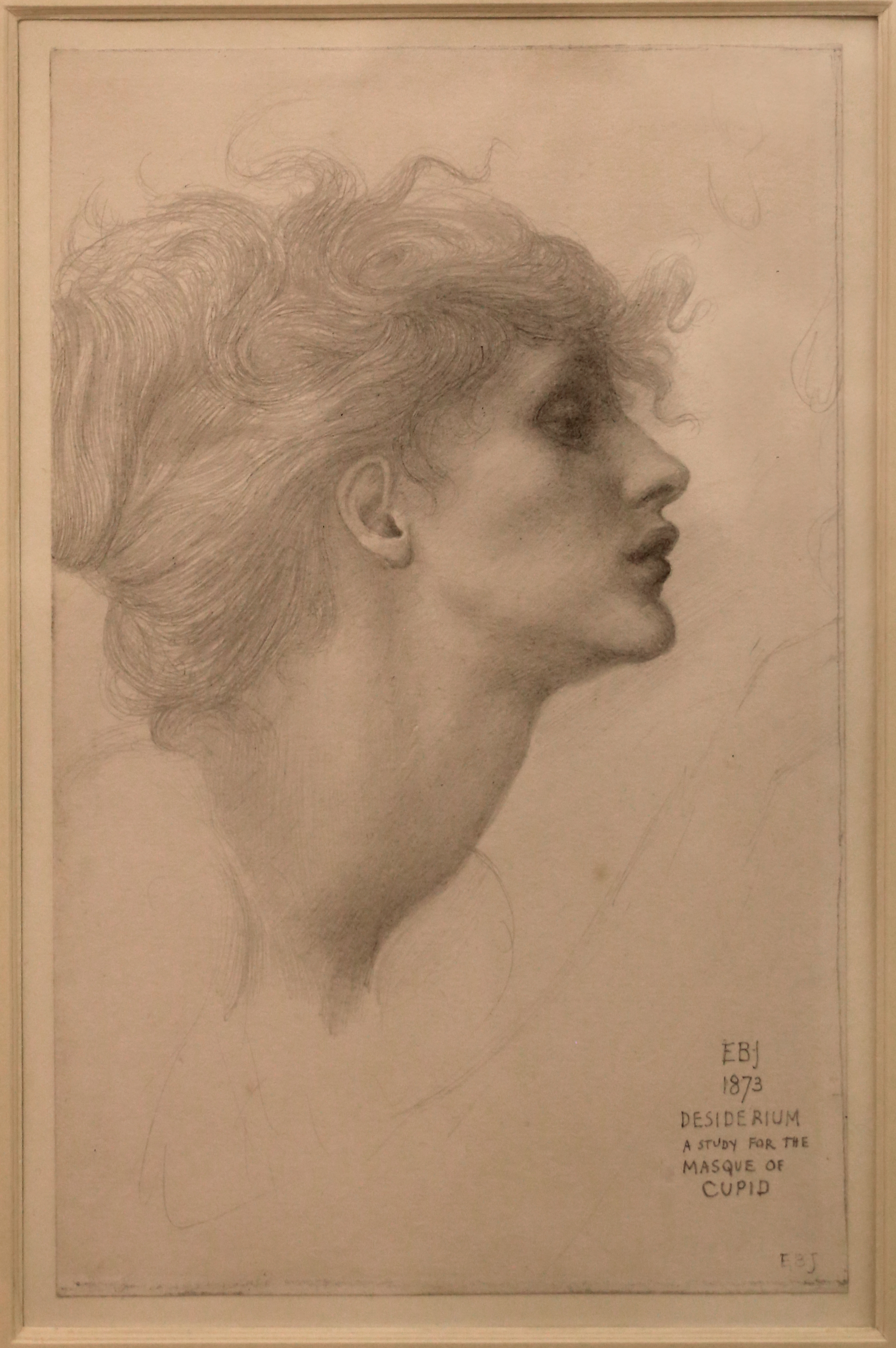
Desiderium (1873)
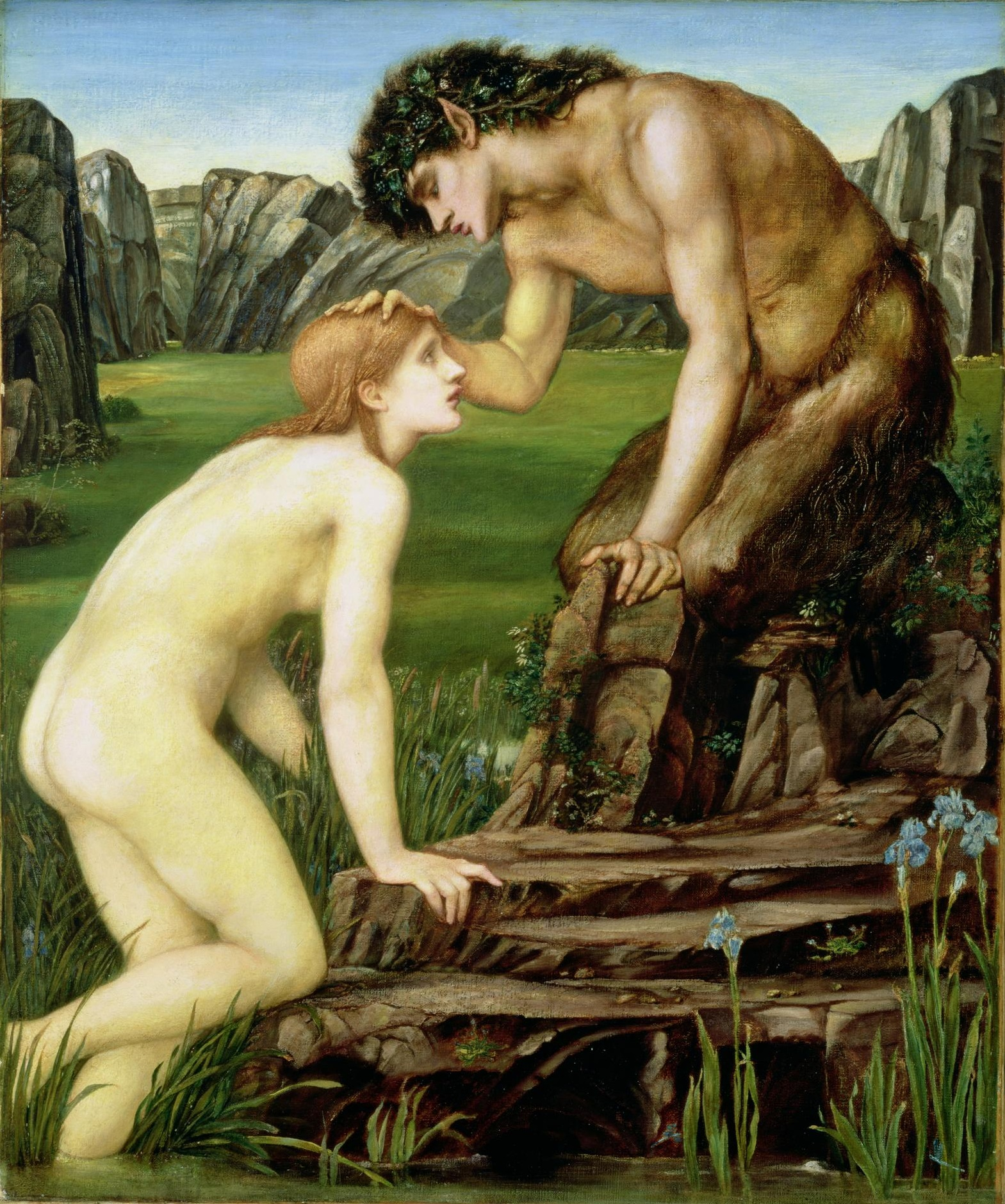
Pan och Psyche (1874)
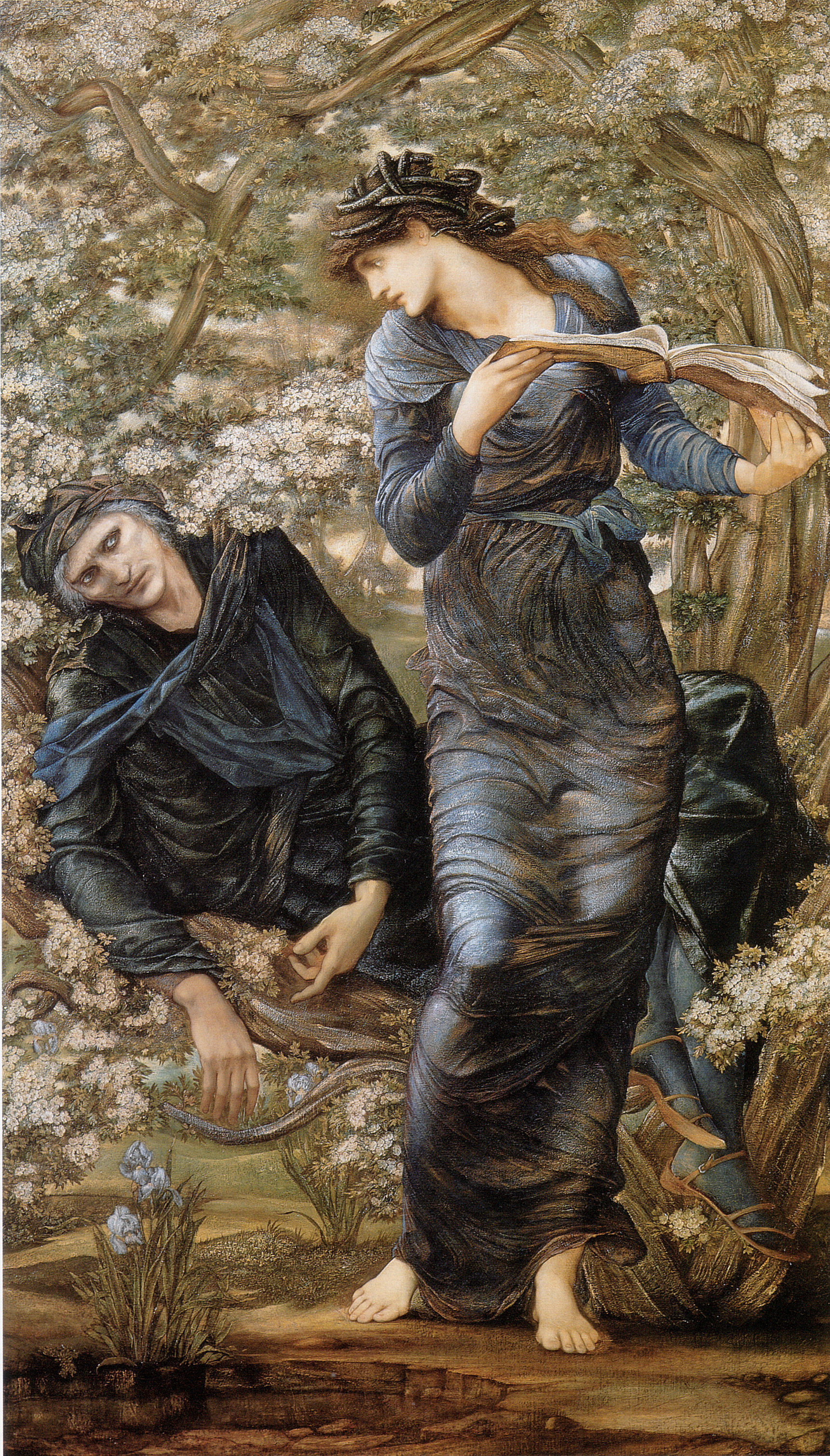
The Beguiling of Merlin (1874–1877), Lady Lever Art Gallery.
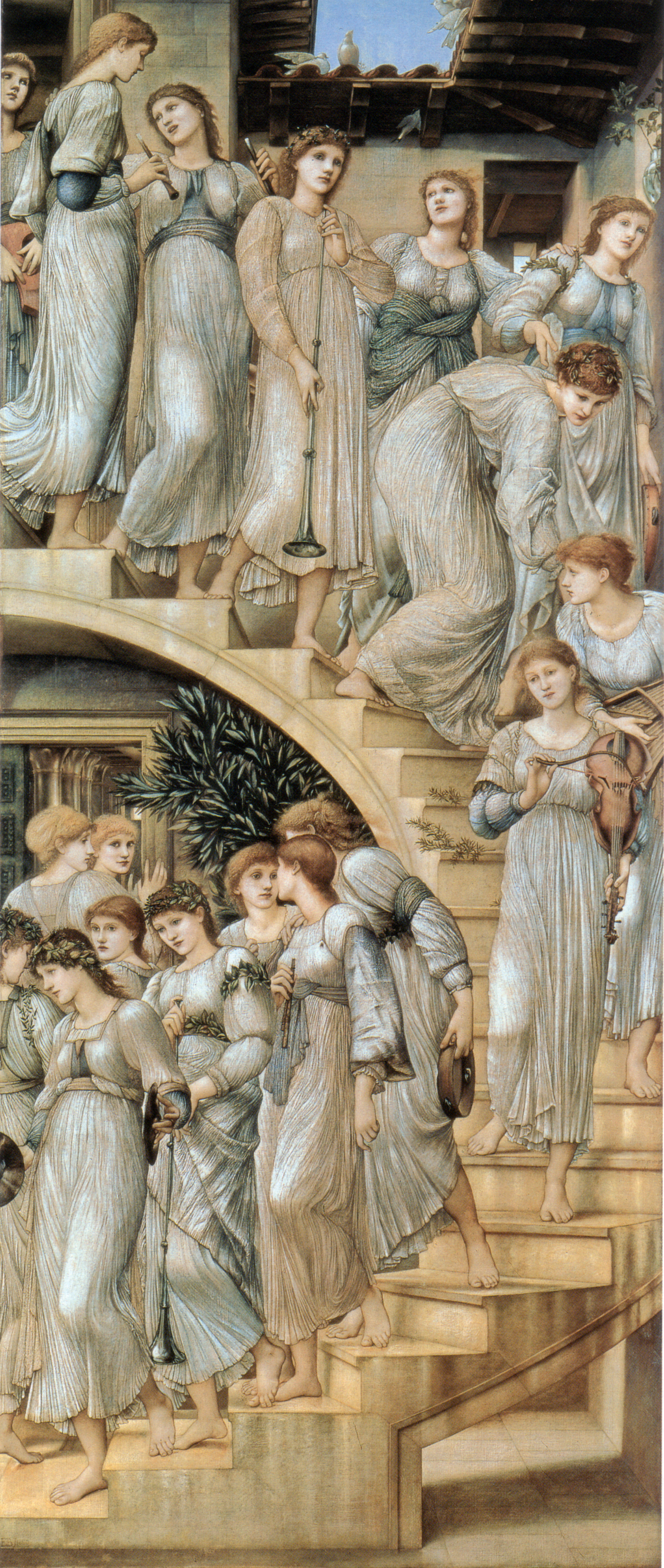
Den gyllene trappan (1880), Tate Britain.
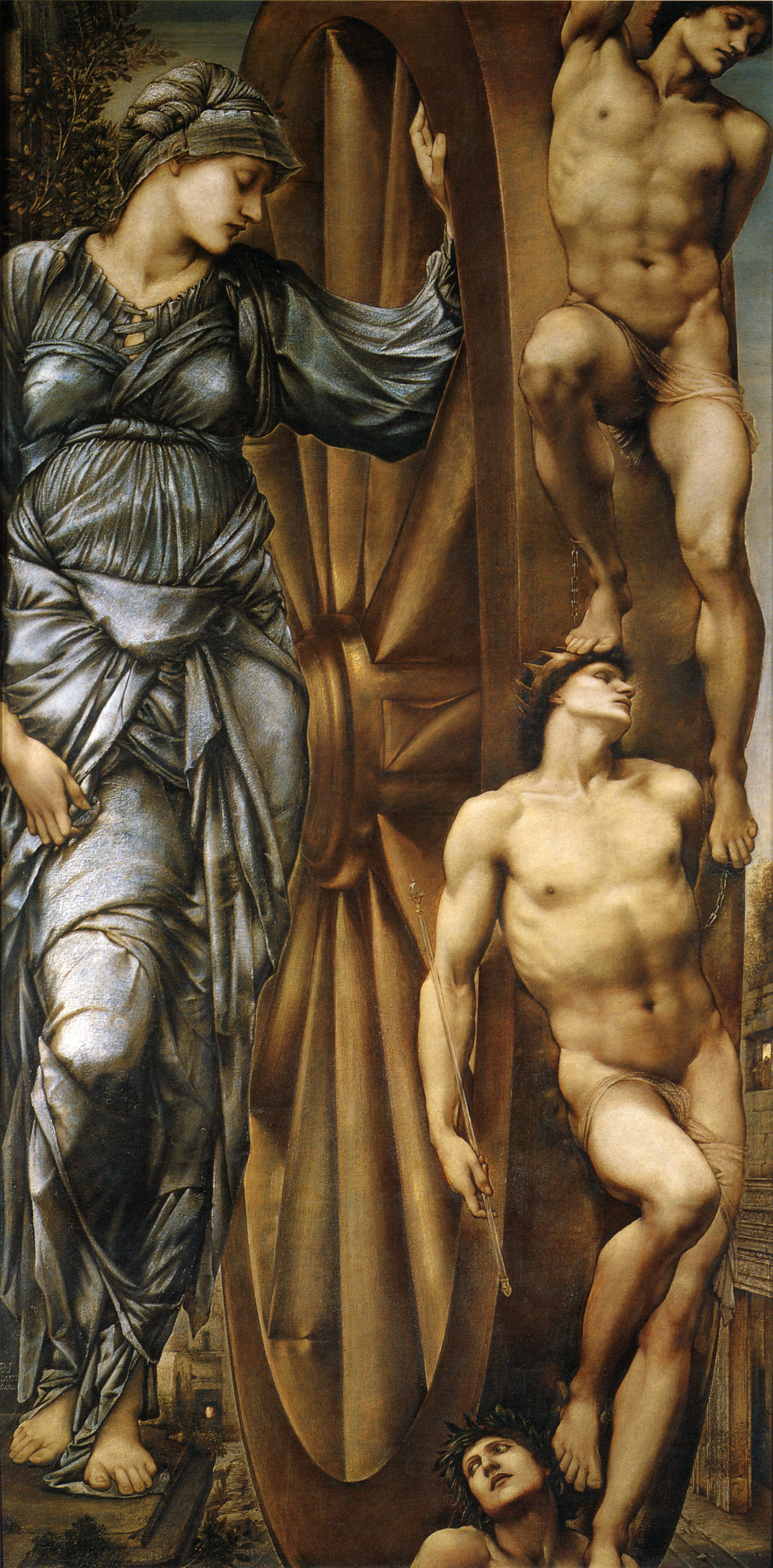
Lyckohjulet (1875–1883), Musée d'Orsay
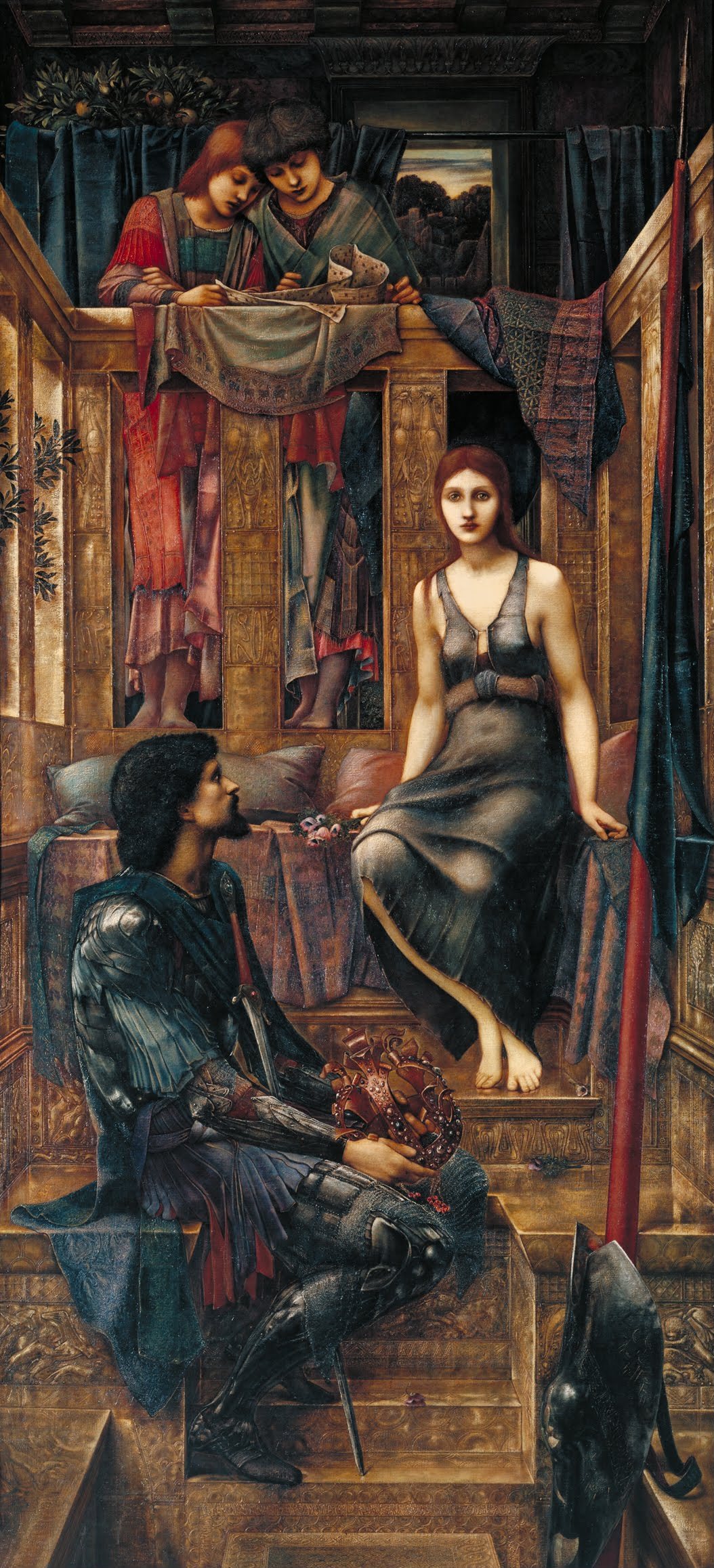
Kung Cophetua och tiggarflickan (1884), Tate Britain.
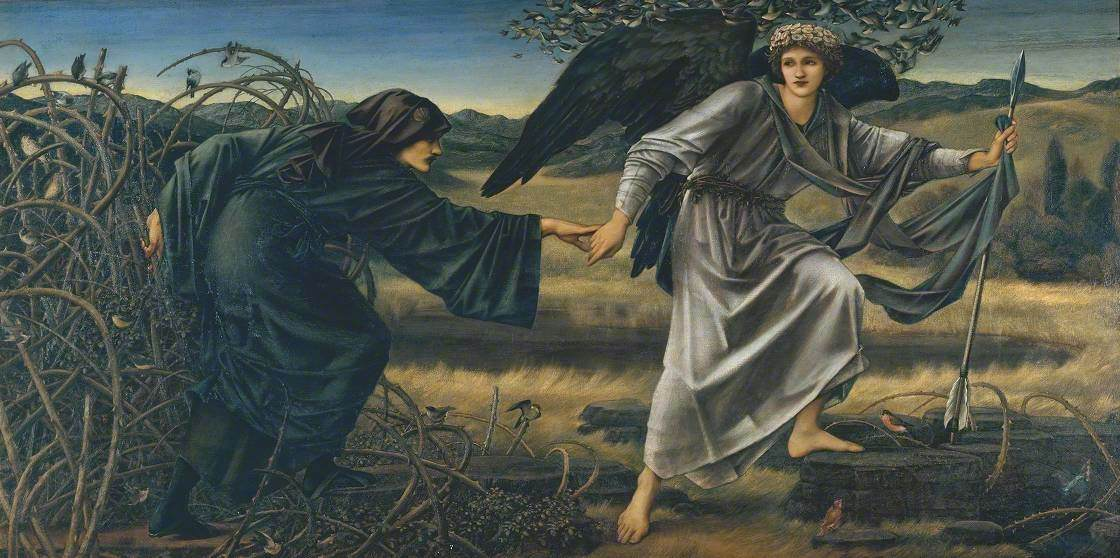
Kärleken och pilgrimen (1896–1897), Tate Gallery.
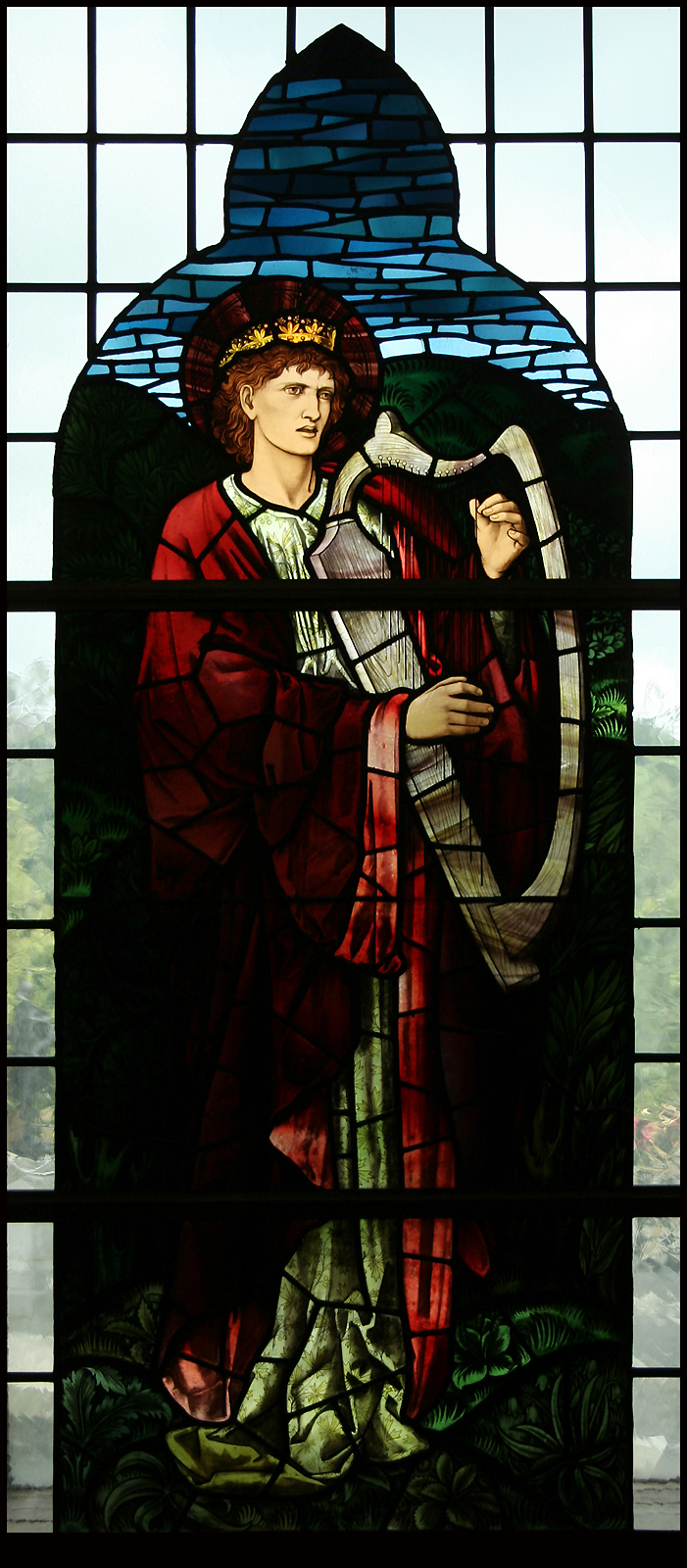
Kung David (1902)
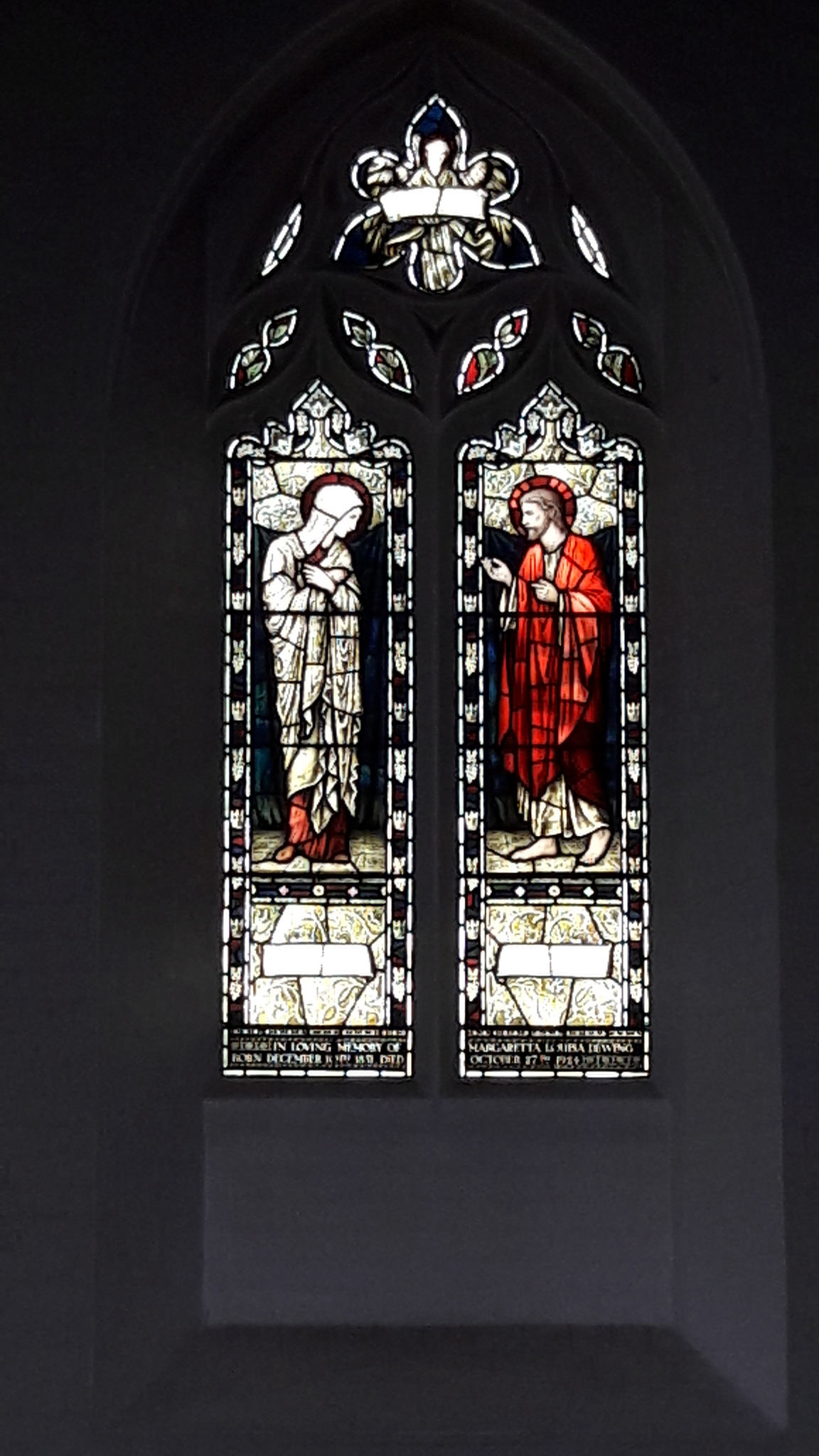
St John the Baptist Church, Wimbledon
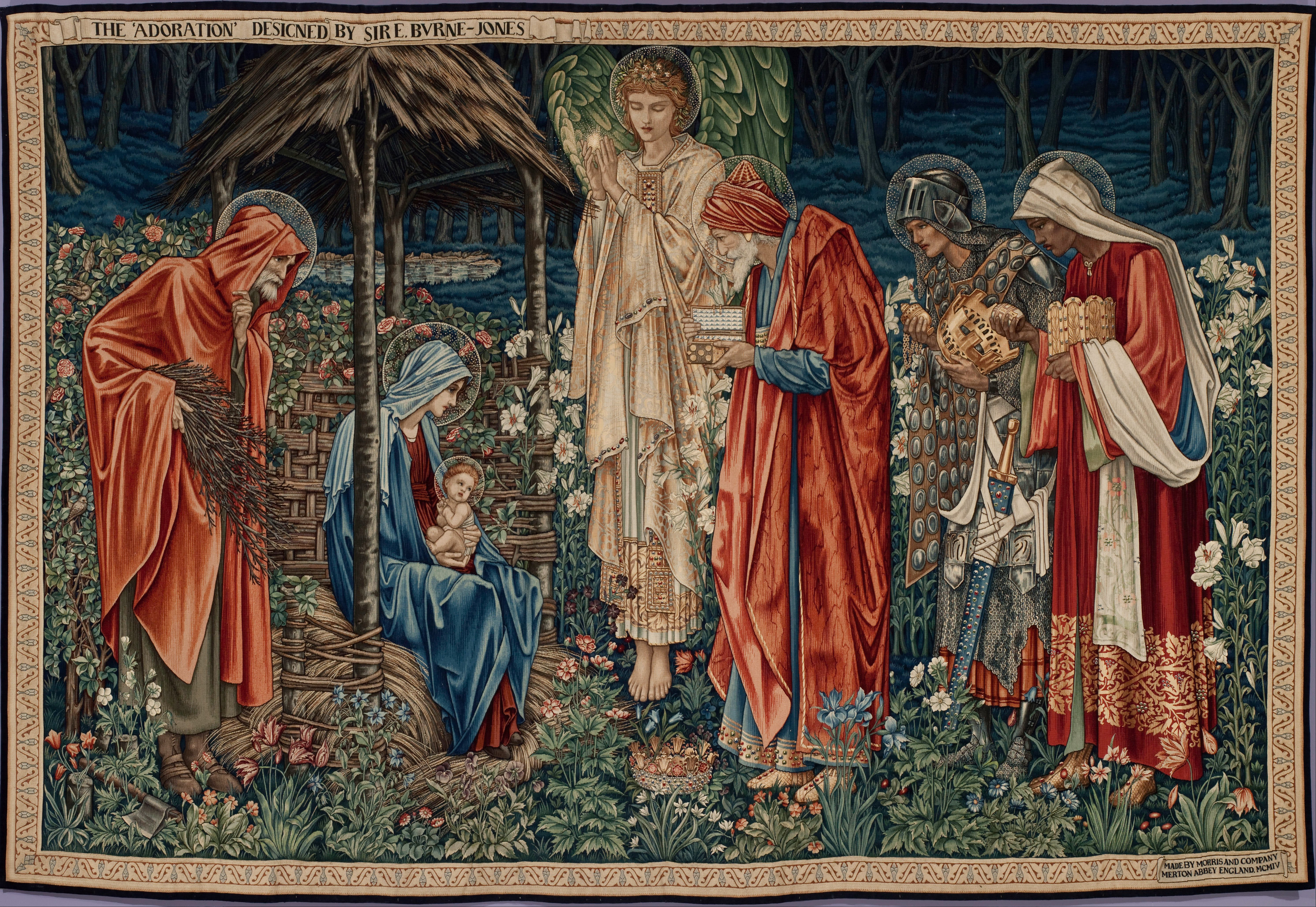
Konungarnas tillbedjan (1904), Musée d'Orsay.